# Stare Miasto w Tallinnie
Stare Miasto (est. Tallinna vanalinn) – zabytkowe centrum stolicy Estonii, rozwijającej się w przeszłości jako kluczowy ośrodek Hanzy, którego świetność widoczna jest w przepychu budowli publicznych (szczególnie kościołów) oraz architektury domów kupieckich, wyjątkowo dobrze zachowanych pomimo szkód wyrządzonych na przestrzeni wieków.
8 kwietnia 1997 Stare Miasto w Tallinnie zostało uznane za zabytek narodowy Estonii i wpisane na Państwową Listę Pomników Kultury (Kultuurimälestiste riiklik register) pod numerem 2589.
7 grudnia 1997 roku Stare Miasto w Tallinnie zostało wpisane na Listę światowego dziedzictwa UNESCO.
Stare Miasto w Tallinnie składa się z dwóch części: Górnego Miasta, położonego na wysokim, wapiennym wzgórzu i Dolnego Miasta rozciągającego się u jego stóp. Charakterystyczna panorama miasta, która tworzy wiele wież kościelnych, widoczna jest z daleka, zarówno od strony lądu, jak i morza. Obszar chroniony Starego Miasta ma powierzchnię 113 ha, a rozciągająca się wokół niego strefa buforowa – 2253 ha.

## Historia
Badania archeologiczne wykazały, że od X–XI wieku na płaskowyżu wzgórza Toompea istniała twierdza, a u jej podnóża ośrodek handlowy i port, będący elementem szlaku wikingów prowadzącego do Konstantynopola. Wraz z rozwojem handlu bałtyckiego rozwinęła się w tym miejscu osada, znana wówczas jako Lyndanise (Rewal w języku niemieckim, Koływań w języku rosyjskim). W 1219 roku Tallinn został zajęty przez wojska króla duńskiego Waldemara II, który umocnił fortyfikacje na wzgórzu Toompea i zbudował pierwszy kościół. Po powrocie pod bezpośrednią jurysdykcję papieską w latach 1226–1227 miasto zostało podzielone na dwie części: Forteca (castrum) i Dolne Miasto (suburbum). W 1230 roku z Gotlandii do Tallinna przybyło 200 niemieckich kupców, którzy osiedlili się wokół nowego kościoła pod wezwaniem Świętego Mikołaja, obok już istniejących estońskich, skandynawskich i rosyjskich osad handlowych.

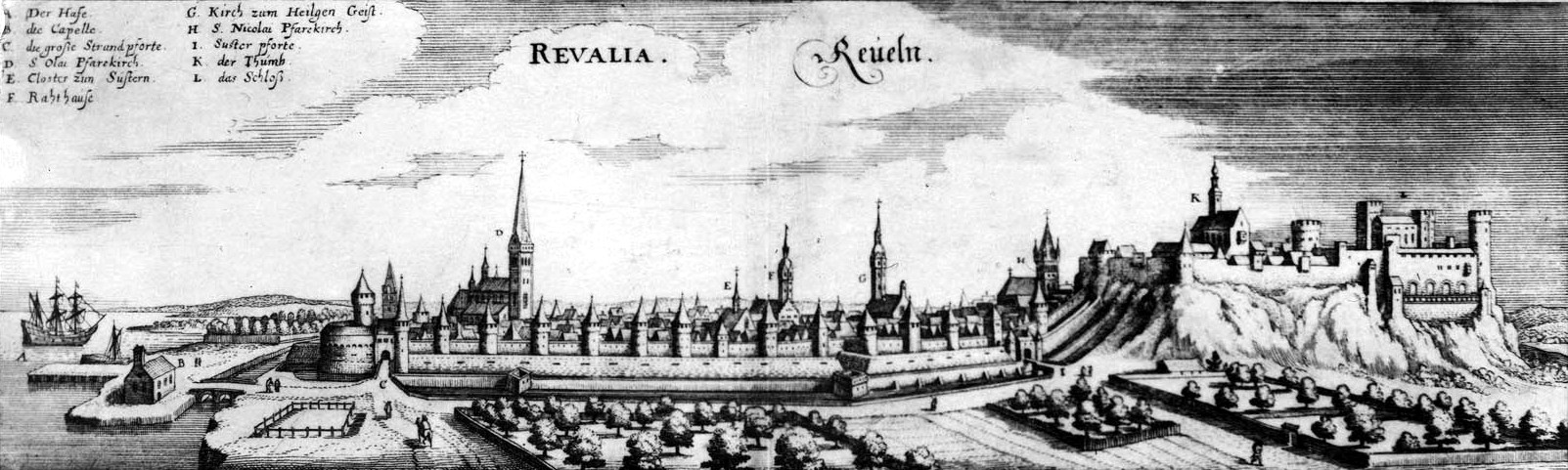
Tallinn w XVII w., sztych Adama Oleariusa

W 1248 Tallinn otrzymał prawo lubeckie, stając się w 1285 roku pełnoprawnym członkiem Hanzy. W XIV wieku nastąpił szybki rozwój miasta, które w 1310 roku otoczono murem obronnym. Tallinn znalazł się pod władzą inflanckiej gałęzi zakonu krzyżackiego, która później rozbudowała zamek Toompea. W XV wieku zbudowano nowy ratusz i inne budynki użyteczności publicznej, a drewniane domy kupieckie przebudowano na kamienne. W 1561 roku Tallinn został włączony do Szwecji. Po pożarze zamku Toompea w 1684 roku jego odbudową zajęli się architekci szwedzcy. W 1710 roku miasto poddało się wojskom cara Piotra I, a w jego dziejach nastąpił okres stagnacji handlowej i kulturalnej. Poprawa nastąpiła, gdy zostało ono prowincjonalnym centrum administracyjnym. W 1944 roku miasto zostało zbombardowane, uszkodzony został kościół św Mikołaja i teren wokół niego.

## Tallinn obecnie
Tallinn stanowi wyjątkowy przykład kompletnego i dobrze zachowanego średniowiecznego miasta targowego w Europie północnej. Dominantą jest wapienne wzgórze Toompea. W jego zachodniej części znajduje się zamek, z którego zachowała się wieża Długi Herman, dwie baszty i mury od strony zachodniej, północnej i wschodniej. Nieopodal znajduje się katedra, pierwotnie gotycka, później rozbudowana i przebudowana.
Dolne Miasto zachowało w dużej mierze średniowieczny charakter z parcelami (nienaruszonymi od XIII/XIV wieku), wąskimi, krętymi uliczkami i mieszczańskimi domami. Wokół placu otaczającego ratusz (1371-1404) w wyjątkowo dobrym stanie zachowały się domy mieszczańskie z parterami wykorzystywanymi jako mieszkania i górnymi kondygnacjami używanymi jako spichlerze i magazyny. Przykładem gotyku północnego jest Dom Wielkiej Gildii z 1410 roku. W obrębie murów miejskich zachowało się też kilka średniowiecznych kościołów, tym kościół św. Mikołaja i kościół św Olafa. Fragmentarycznie zachowały się także dwa zespoły klasztorne: zrujnowany klasztor dominikanów św. Katarzyny i klasztor cysterek św. Michała, z kościołem przebudowanym w XVIII w. na prawosławną cerkiew.

## Działania ochronne

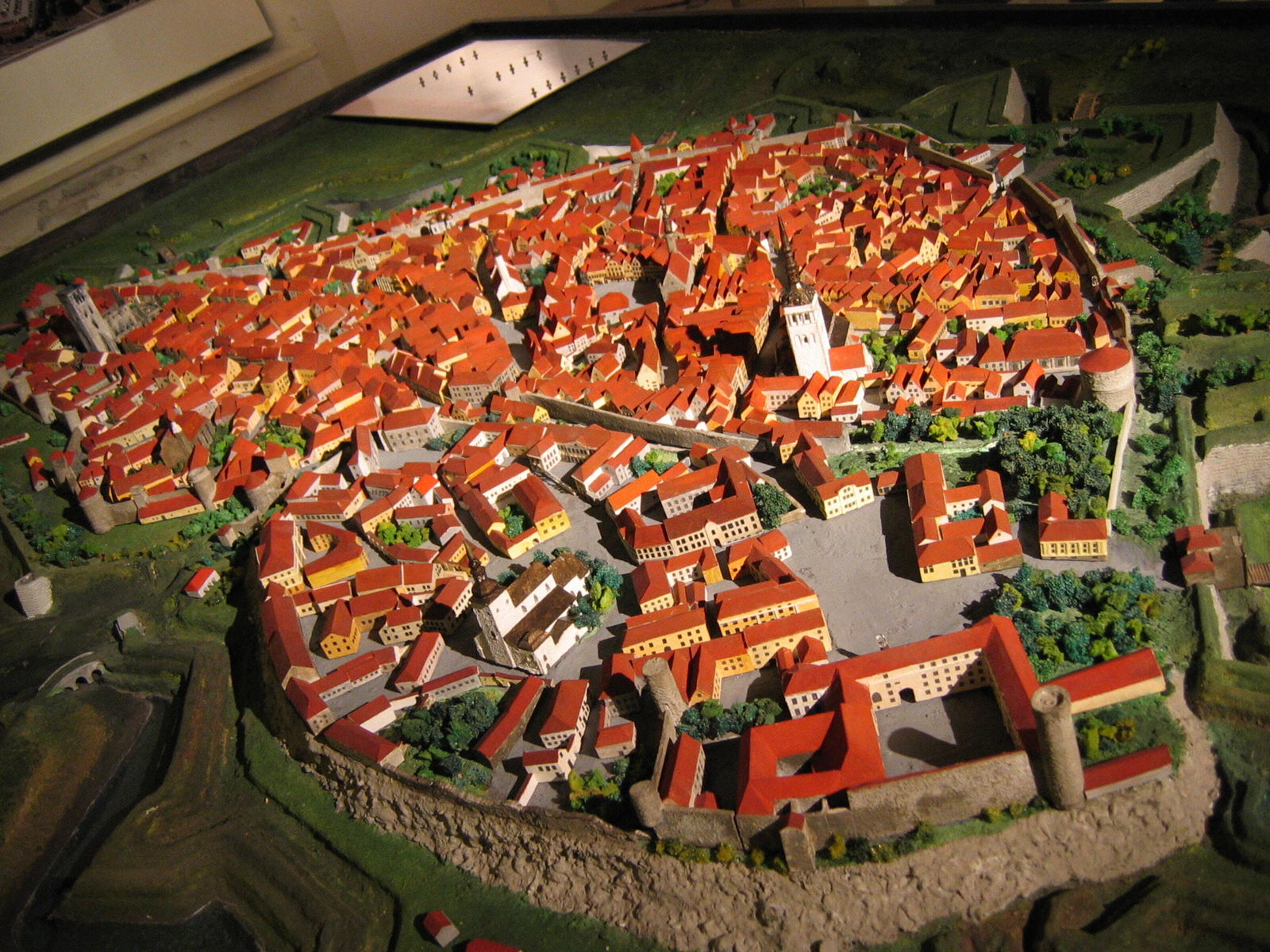
Model Starego Miasta w zbiorach Muzeum Miejskiego Tallinna. Na pierwszym planie Górne Miasto z zamkiem Toompea, na dalszym – Dolne

Obszar chroniony Starego Miasta w Tallinnie został ustanowiony w 1966 roku na mocy rozporządzenia Nr 360 Rady Ministrów Estońskiej Socjalistycznej Republiki Radzieckiej, potwierdzonym w 1996 roku przez Ministerstwo Kultury Republiki Estońskiej; stał się w ten sposób pierwszym obszarem chronionym na terenie byłego ZSRR.
Status ten uzupełniło kilka późniejszych dokumentów rządowych i lokalnych. Znalazły się w nich przepisy dotyczące dziedzictwa obszaru chronionego Starego Miasta (Centrum Historycznego) w Tallinnie, opracowane na podstawie aktu ochrony dziedzictwa UNESCO (Heritage Conservation Act) z 2002 roku (zmienionym w 2011 roku). Granice obszaru chronionego wpisanego na Listę Światowego Dziedzictwa i jego strefy buforowej zostały zmienione w 2008 roku w celu dostosowania jego granic do granic obszaru chronionego Starego Miasta w Tallinnie, uznanego za zabytek narodowy Estonii. Kierując się powyższym przesłaniem powiększono obszar obejmujący historyczne centrum z 60 do 113 ha. Obecnie obejmuje ono Górne Miasto (Toompea), Dolne Miasto wewnątrz średniowiecznych murów, a także XVII-wieczne zabytkowe fortyfikacje otaczające całą Starówkę oraz główne XIX-wieczne budowle, krajobrazy uliczne i widoki urbanistyczne, tworzące dzisiaj teren zielony wokół średniowiecznego miasta. Aby zapewnić bardziej kompleksową ochronę historycznego centrum w powiększono też strefę buforową z 370 do 2253 ha. Celem tych zmian była koordynacja działań konserwatorskich, planistycznych organizacyjnych i administracyjnych podejmowanych dla zachowania historycznego centrum Tallinna. Dla realizacji tych zadań powołano w 2010 roku komisję zarządzającą Starym Miastem w Tallinnie.